# Račačka
A Račačka egy folyó Horvátországban, Szlavóniában, a Csázma jobb oldali mellékvize.

## Leírása
A Račačka két forráspatakból, a Grebenskából és a Bačkovicából a Bilo-hegységben ered és 31,2 km megtétele után Stara Plošćica falutól 2 km-re nyugatra ömlik a Csázma folyóba. Vízgyűjtő területe 113,4 km². Halakban gazdag, főbb halfajai a harcsa, a ponty, a csuka, a fejes domolykó, a fogassüllő és a csapósügér.